# Oliver Matthias Probst Oleszewski
Oliver Matthias Probst Oleszewski (Hannover, siglo XX) es un físico, investigador y profesor alemán especializado en tecnologías eólicas y biodiésel.

## Biografía
Nació en Hannover, Alemania, y recibió su licenciatura y doctorado de la Universidad de Heidelberg en física y ciencias naturales con especialización en física experimental respectivamente.
Ha sido profesor e investigador del Instituto Tecnológico y de Estudios Superiores de Monterrey desde 1996, sirviendo como jefe del departamento de física de 1999 a 2005.
Sus especialidades de investigación y consultoría son los recursos energéticos renovables, especialmente el biodiésel y el viento, y su uso eficiente. Ha estado involucrado en la enseñanza e investigación de energías renovables desde 1997, incluido un proyecto de biodiésel y energía eólica desde 2000. Los proyectos de energía eólica han incluido la evaluación de las instalaciones existentes en México y Estados Unidos, actuando como asesor de más, así como la construcción de Peñascal, un parque eólico de 200M” en la costa del Golfo de México. Como director del Grupo de Investigación de Energía Eólica, encabeza los esfuerzos del Tecnológico de Monterrey en turbinas eólicas y colabora con Aeroluz, un pequeño fabricante mexicano de turbinas eólicas, derivado de estos esfuerzos.
El trabajo de Probst Oleszewski ha sido reconocido con el Nivel II de membresía en el Sistema Nacional de Investigadores, y recibió el Premio a la Labor Docente e Investigación en dos ocasiones. Ha publicado treinta y nueve artículos revisados por pares y tiene una clasificación de ResearchGate de 20,98.